# Toyoda Yasuhiro
Yasuhiro Toyoda (sinh ngày 2 tháng 5 năm 1976) là một cầu thủ bóng đá người Nhật Bản.

## Sự nghiệp câu lạc bộ
Yasuhiro Toyoda đã từng chơi cho Omiya Ardija.